# Dorfkirche Jesendorf

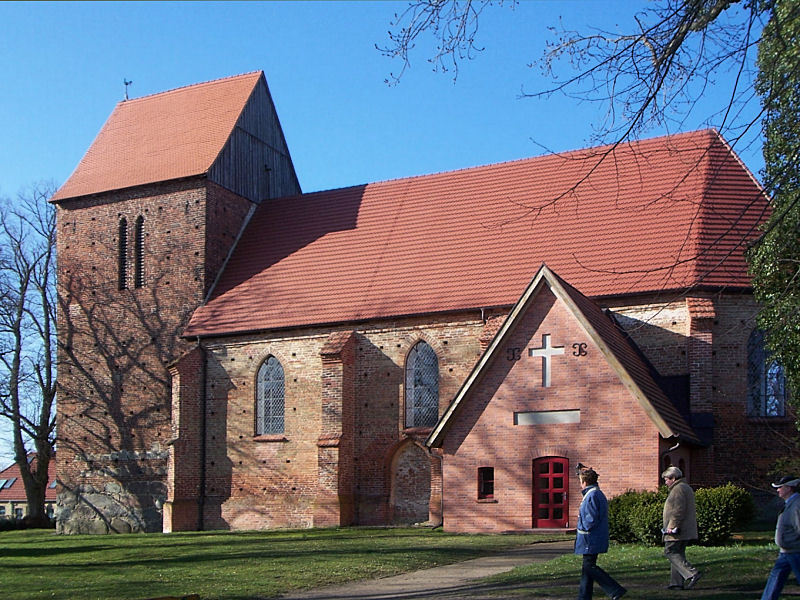
Dorfkirche Jesendorf (2008)

Die evangelische Dorfkirche Jesendorf ist eine gotische Backsteinkirche in Jesendorf im Landkreis Nordwestmecklenburg in Mecklenburg-Vorpommern. Sie gehört zur Kirchengemeinde Warin-Bibow-Jesendorf in der Region Sternberg der Propstei Wismar der Evangelisch-Lutherischen Kirche in Norddeutschland (Nordkirche).

## Geschichte
Jesendorf wurde am 25. Januar 1235 bei Gelegenheit von Memorien, die Bischof Brunward für sich und seinen Vorgänger Berno stiftete, zum ersten Mal urkundlich erwähnt. 1366 wurden Heyne und Henneke Wulf de Yesendorp genannt. Weitere Informationen aus dem Frühen Mittelalter liegen zu Jesendorf nicht vor.
Erstmal 1444 wurde dann ein Johann von Bassewitz erwähnt, der zusammen mit den Gütern des Gottschalk von Preen auch Anteile in Jesendorf hatte. 1474 waren Hans und Heinrich von Preen in Jesendorf. 1507 tauchen Klaus von der Lühe und Jürgen von Fineke mit dem Rittersitz in Gresse auf und Jesendorf wurde als Pertinenz von der Lühescher Besitz. 1576 ist das Gut und das Dorf im Besitz derer von Fineke, darauf waren bis 1638 die von Vieregge in Jesendorf und danach ging es an den Landrat Kurt von Behr über. Die Besitzer wechselten weiter recht häufig. 1748 hatte Johann Friedrich Seitz Jesendorf in seinem Besitz, danach kam 1783 Drost David Ulrich von Müller, 1796 Johann Christoph Alexander von Könemann, 1798 Peter Christoph Lübcke, 1802 Hofrat Johann Philipp Wilken, 1813 David Erdmann und ab 1840 Georg König in den nächsten Jahren.

## Baugeschichte
Mit dem Bau der Jesendorfer Kirche soll vor 1330 begonnen worden sein, doch weitere Untersuchungen datieren den Baubeginn nicht vor 1338. Vorher hatte schon eine kleine Holzkapelle gestanden. Das Bauende der Kirche ist nicht bekannt. Über den Kirchenbau erzählt eine Sage. Ein Kriegsheld, sein Name ist unbekannt, soll die drei Kirchen in Jesendorf, Hohen-Viecheln und in Bibow erbaut haben. Begonnen hatte er in Jesendorf, sie bekam auch einen Turm. Aufgehört hatte er in Bibow, sie wurde kleiner und bekam keinen Turm mehr. Vermutet wird als Erbauer wird der Ritter von Stralendorf, denn das Wappen ist mehrfach in der Kirche vorhanden.
Die Bautätigkeiten müssen damals mehrfach unterbrochen und zeitweise eingestellt worden sein. Die abgetreppten Strebepfeiler an den äußeren Längswänden und am Chor lassen eindeutig auf eine Einwölbung der inneren Kirche schließen. An den Wänden ist durch die vorstehenden Joche deutlich zu erkennen, dass die Gewölbe nicht weiter ausgeführt wurden. Und die komplette Ausmalung der Wände nicht mehr vorgenommen.
Während der Amtszeit von Pastor Peter Johann Pobertus fiel am 10. August 1627 dänisches Kriegsvolk in die Kirche ein und raubte auch Brief und Urkunde über eine Schenkung von 1000 Gulden, die Ulrich von Barner auf Schimm 1614 dem Predigerstuhl zu Jesendorf gestiftet hatte.
Nach 1686 wurde der jetzige Kirchturm auf Feldsteinfundamenten erbaut. Der erste Turm könnte aus Holz gewesen sein, denn er soll bei einem Sturm umgesackt und in den Köstersoll gefallen sein.
Durch einen schweren Sturm wurde am 8. Januar 1703 das Kirchendach stark beschädigt. Der Patron hat danach die Kirchenuhr und die neue Kanzel der Gemeinde geschenkt. In diesen Jahren hatte man viele Veränderungen an und in der Kirche vorgenommen. Dabei wurden fast alle spitzbogigen Fensteröffnungen durch barocke Kastenfenster ersetzt.
Das erste alte Pfarrhaus von 1720 wurde 1792 abgerissen und ein neues erbaut. 1840 hatte man das Kirchendach neu eingedeckt und im Inneren die Wandmalereien übertüncht. Während der Amtszeit des Pastors Christoph Propp war im Frühjahr 1871 das Pfarrhaus durch „Blitzstrahl eingeäschert worden“, dabei verbrannte auch das älteste 1686 begonnene Kirchenbuch. Die Pfarre wurde danach vorerst nicht wieder besetzt, denn sie gehörte wohl zu den am schlechtesten besoldeten des Landes. Von 1879 bis 1954 wurde Jesendorf von Zurow aus betreut.
Zur Rettung der Jesendorfer Kirche gründete sich am 30. Juni 1992 auf Initiative von Frau Lotte-Marie Pötter mit Unterstützung Christoph von Barner von der ehemaligen Patronatsfamilie der Verein zur Rettung der Kirche Jesendorf e. V. Der erste Erfolg war 1993 der Beginn der Turmsanierung am 10. Juli 1993 und der Abschluss der Sanierungsarbeiten 1995. Am 25. Februar 1995 begann mit dem Gerüstbau die äußere Fassadensanierung und dem Anbau einer Sakristei. 1997 wurde eine neue Holzbalkendecke eingebaut. Im März 2004 wurden die Innenwände durch den Kirchenbauverein und die Feuerwehr neu ausgeweißt. Dabei wurde ein Teil der Originalausmalung übertüncht. Zum Abschluss der Sanierungsarbeiten in der Kirche erfolgte am Pfingstmontag 2004 die Wiedereinweihung mit Landesbischof Hermann Beste.
Zu den Besonderheiten der letzten äußeren Kirchensanierung gehören:
- Bei der Dachsanierung wurde aufgrund von Forderungen des Landesamtes für Denkmalpflege auf den Einbau von Aufschieblingen an der Traufe zur Herstellung des vorgefundenen Bestandes verzichtet. Deshalb wurden Dachrinnen angebaut; diese Ausführung ist allerdings sehr untypisch für Dorfkirchen.[7]
- Die barocken Kastenfenster wurden durch gotische Spitzbogenfenster ersetzt. Die Ausführung erfolgte nicht nach dem an der Nordfassade im Original noch vorhandenem und zugemauerten Fenster mit den erhaltenen Formziegel von Mittelpfosten, Laibungen und Maßwerk.[7]

### Äußeres
Die Kirche in Jesendorf wurde vermutlich in der zweiten Hälfte des 14. Jahrhunderts als flachgedeckte Saalkirche mit dreiseitigem Ortsschluss im Stil der Backsteingotik erbaut.
Der querrechteckige Westturm wurde um Mitte des 15. Jahrhunderts angefügt. Die Feldsteinmauerung im Sockelbereich verläuft oberhalb einige Schichten weiter und wirkt wie ein Schmuckband. Das mit einem Wetterhahn versehene Satteldach hatte eine Mönch-Nonnen-Ziegeleindeckung. Nach der Turmsanierung 1995 erhielt das Dach eine Biber-Kronen-Ziegeleindeckung. Beide Giebel des Turmes haben einen Bretterverschlag erhalten. Das vierfach gestufte Westportal ist schlicht gehalten. Das Satteldach vom Kirchenschiff erhielt auch eine Biber-Kronen-Ziegeldachdeckung.
Nach den von 1686 bis 1715 erfolgten umfassenden Veränderungen der mittelalterlichen Fassung an der Kirche wurden auch die Mauerkrone, das Dach und die Fenster erneuert. Die Nord- und Südfassade und der Chor erhielten abgetreppte Strebepfeiler.

### Inneres
Das Innere der Kirche ist ein flachgedeckter Backsteinsaal mit teils unverputzten, teils geschlämmten und einem weißen Farbanstrich versehenen Wänden. Unter dem von 1840 stammenden Weißanstrich sind stellenweise barocke Wandmalereien an der Südwand zu erkennen, so der auch der Apostel Paulus.
Die Innenwände wurden für eine gewölbte Decke vorbereitet, was an den hervorstehenden Jochen gut erkennbar ist. Warum keine Einwölbung der Kirche erfolgte, ist bisher nicht bekannt. Die heutige Holzbalkendecke hat einen Dielenbelag und die Holzbalken werden als Spannbalken der Dachkonstruktion mit genutzt. Unterhalb der Fensterzone wurden flachbogige Nischen ausgespart.
Der größte Teil der Innenausstattung stammt noch aus der Barockzeit.

#### Altar
Der hölzerne architektonisch aufgebaute Altaraufsatz wurde nach der Inschrift auf der Rückseite 1716 im Auftrag des Patron Cuno Ulrich von Stralendorff und auf Fürsprache des Pastors August Joachim Fersen durch den Bildhauer Heinrich Johann Bülle und den Maler Christian Busch aus Schwerin geschaffen. Das unterste Gemälde zeigt die Einsetzung des heiligen Abendmahls, darüber befindet sich das Bild der Kreuzigung, dann folgt die Grablegung Christi und obenauf steht die Plastik vom triumphierenden Christus. Der Altaraufsatz wird links und rechts mit jeweils zwei Evangelistenfiguren flankiert: Matthäus mit dem geflügelten Menschen, Markus mit dem Löwen, Lukas mit dem Stier und Johannes mit dem Adler.
Auf dem Altar liegt ein eichenes, mit einer Rose als Blumen-Intarsien geschmücktes Lesepult aus der nachreformatorischen Zeit mit der Angabe J. S. 1580. D. W. 
Das Altarkreuz wird auf die Mitte des 15. Jahrhunderts datiert.
Die geschnitzten Altarschranken wurden von Marius Kiser auf Neperstorf und seiner Ehefrau 1646 gestiftet.
Nach umfangreichen Restaurierungsarbeiten konnte der Altar am 4. Oktober 2003 wieder geweiht werden.

#### Taufengel
Zum seltsamen Taufengel, der 1715 mit der Kanzel entstand, sind folgende Details bekannt: 1929 fand der Küster Karl Müller im Kirchturm eine schwer zu bestimmende Figur, dazu zwei Flügel und ein Schwert. Zu Hause besserte er die Figur aus, schnitzte zwei neue Arme und Hände, bemalte die Figur und hängte diese in die Mitte der Kirche. In die rechte Hand bekam er noch einen russischen Dragonersäbel aus den Napoleonischen Kriegen. Hier ist es ein grün gestrichenes Langschwert aus Holz. In der linken Hand hält er einen Lorbeerkranz, in dem nach Herablassen des Engels zur Taufe eine alte Messingschale gelegt wird. Der Engel wurde so vom Taufengel zu einem Racheengel. Seit Weihnachten 1930 hängt dieser neue Taufengel über dem Altarplatz.
Nach einer kostenlosen Restaurierung durch Wilhelm Clamor aus Bad Oeynhausen trägt der Engel wieder einen Palmenzweig. Am 5. Mai 2000 wurde er angebracht und wird zu Taufen genutzt.

#### Kanzel
Die barocke Kanzel wurde nach der Inschrift am Schalldeckel im Jahr 1615 vom Patron Ulrich von Stralendorff gesetzt. 100 Jahre später hat sie der Patron Cuno Ulrich von Stralendorff der Kirche geschenkt. Eine Besonderheit dieser Kanzel sind ihre zahlreichen Schnitzereien mit Akanthusornamentik und der mit biblischen Szenen bemalte Kanzelkorb. 1886 erfolgte eine weitere Renovierung. Am Schalldeckel ist folgende Inschrift zu lesen: „Ano 1615 hat damaliger Patronus Herr Ulrich v Stralendorff die vorige Cantzel zu Ehre Gottes und der Kirchen Zierde hierher setzen lassen und Anno 1615 also grade 100 Jahre hernach hat jetziger Patronus Herr Cuno Ulrich v Stralendorff in gleicher Absicht diese Cantzel der Kirche geschenkt. Renov. im Jahre 1886 Wilh. Reppien Maler a Wismar Fritz Langberg Maler a Buckow.“

#### Beichtstuhl
Der Beichtstuhl wird auf das Jahr 1649 datiert. Die Inschrift lautet: „Hans Janek diesen Beichtstuhl vorehret Anno 1649.“ Im oberen Bereich erhielt er eine Kreuzigungsgruppe aus der Mitte des 15. Jahrhunderts. Ursprünglich stand er auf der nördlichen Chorseite und umschloss den dort in die Wand gemauerten Eucharistie-Schrank aus vorreformatorischer Zeit, eines der ältesten noch erhaltenen Inventarstücke der Jesendorfer Kirche. Seit der Innenrenovierung 1904 steht der Beichtstuhl nun auf der südlichen Chorseite und dient heute als Sakristei.

#### Mondsichelmadonna und Schnitzrelief
Eine fragmentarisch erhaltene Mondsichelmadonna mit Farbresten wurde am Ende des 15. Jahrhunderts angefertigt. Ein geschnitztes Relief aus der ersten Hälfte des 15. Jahrhunderts zeigt die Grablegung Christi. Der heutige Standort wird nicht genannt.

#### Orgel
Der geschwungene Prospekt aus dem Jahr 1780 der Kersten-Orgel beherbergt eine Orgel mit fünf Registern auf einem Manual und Pedal, die von Karl Lötzerich 1972 für den Rautenbergsaal in Hamburg-St. Georg erbaut und am 28. Mai 2000 geweiht wurde. Der Ankauf erfolgte durch eine sehr großzügige Spende von Christoph von Barner. Die alte Orgel befindet sich im Orgelmuseum in Malchow. Schon 1904 soll es durch den Hoforgelbaumeister Carl Börger Veränderungen gegeben haben.

#### Glocken
Im Kirchturm hingen früher zwei Glocken.
Die große Glocke von 1,15 Meter Durchmesser mit dem Ton f1+11 wurde 1726 vom Lübecker Lorenz Strahlborn unter dem Patronat des Cuno Ulrich von Stralendorff und der Juraten Friedrich Kaetelhän und Friedrich Geroh gegossen.
Die kleinere 0,93 Meter Durchmesser große von Oberstleutnant von Bassewitz aus Schimm gestiftete Glocke wurde 1854 von P. B. Hausbrandt aus Wismar gegossen. Sie hatte die Inschrift: Henriette Sophie 1854. Gegossen von dem Hof-Glockengießer V. M. Hausbrandt in Wismar. Sie wurde 1917 zu Kriegszwecken eingeschmolzen. Die Vorgängerglocke von 1798 hatte der Patron Levin Joachim von Barner zur Zeit des Pastors Johann Leonhard Streunsee gießen lassen. Seit 1998 hängen wieder zwei Glocken im Kirchturm. Die kleinere Glocke stiftete 1998 Hans Hermann Tersteegen, der älteste Sohn des ehemaligen Gutsbesitzers von Nepersdorf.
Am Glockenstuhl sind in einer eingeschnittenen Inschrift die Namen des Joachim Friedrich von Stralendorff als Patron, vom Pastor Augustus Joachim Fersen und vom Zimmermann Diedrich Nold zu lesen.
Eine schmiedeeiserne Turmuhr, die der Patron nach einem schweren Sturm 1703 der Kirche schenkte, ist ebenfalls erhalten.

#### Sühnestein
In der neuen Sakristei steht rechts an der Tür zum Kircheninnern ein 2,40 m hoher und 0,60 m breiter Sühnestein aus gotländischem Muschelkalk. Er zeigt oben auf vertiefter Fläche den Gekreuzigten im Relief, darunter ein kniender Adorant mit aufsteigendem Spruchband und schräg gestelltem Wappenschild. Es soll die zu Tode gekommene Person sein und rundherum laufend befindet sich eine heute nur noch schwer entzifferbare gotische Inschrift. Die Rückseite zeigt ebenfalls das Kruzifix im Relief.
Der für Norddeutschland typische Sühnestein stand ursprünglich zwei Kilometer nördlich von Jesendorf an der Landstraße nach Schimm. Auf dieser Handelsstraße soll am 2. Juni 1409 der Wismarer Bürgermeister Nikolaus Vinke beim Durchzug hanseatischer Kaufleute von räuberischen Rittern erschlagen worden sein.
Der Sühnestein wurde 1985 wegen aggressiven Umwelteinflüssen und sauren Regen von der Denkmalschutzbehörde in das Museum Dorf Mecklenburg gebracht. Im Dezember 1995 erfolgte die Überführung in das Museum von Wismar, wo er in der Diele des Schabbelhauses aufgestellt wurde. Auf dem Transport zerbrach der Stein noch. Am 2. Juli 2005 erfolgte die Aufstellung am derzeitigen Platz in der Sakristei.
Am alten Standort auf der Straße nach Schimm steht heute eine hölzerne Nachbildung mit der Inschrift: Sühnestein / Nicolaua / Vinke / 1409 / Original im Museum.

## Kirchhof
Die ursprüngliche Friedhofsmauer aus Feldsteinen wurde schon 1700 errichtet. 1893 erfolgte die erste Erweiterung, dabei blieb die originale Friedhofsmauer erhalten. Bis auf die drei historischen Grüfte befindet sich der Friedhof in einem gepflegten Zustand. Es handelt sich um das Erbbegräbnis der Familien von Bassewitz auf Schimm, Tarzow und Schönhof von 1801, das Erbbegräbnis der Familien von Plessen auf Nepersdorf um 1860 und das Erbbegräbnis der Familie Troll von 1918.

## Pastoren
Namen und Jahreszahlen bezeichnen die nachweisbare Erwähnung als Pastor.
- erwähnt 1529 Paul Penning (Spenning)
- 1541–1564 Johann Krüger, ist ein gelehrter, christlicher Prediger, eines guten Lebens und Ehemann.
- erwähnt 1563 Matthäus Picatorius (Fischer) aus St. Georgen zu Wismar, war dort nach dem Besuch einer Prostituierten in Ungnade gefallen, nach Bekanntwerden auch in Jesendorf.
- 1565–1569 Elias Aderpol, wurde „etlicher Wichtiger Ursachen halben seines Dienstes enthoben.“ Er lebte in Trunkenheit und mit seinem Küster Achim Schröder in Unfrieden. 1576 soll er wegen Anstiftung zum Mord in Güstrow hingerichtet worden sein.[21][22]
- erwähnt 1569 Vacanz.
- 1579–1597 Veit Nicardus.
- erwähnt 1602 Johann Hammer.
- erwähnt 1629 Johann Pobertus aus Brandenburg.
- 1640–1658 Jakob Kraft aus Falkenstein in Sachsen.
- 1659–1685 Jakob Kobow (Cobabus) aus Wismar.
- 1686–1720 August Joachim Fersen aus Rostock.
- 1722–1726 August Friedrich Fersen, Sohn des Vorgängers.
- 1734–1756 Carl Adolf Fersen, Bruder des Vorgängers.
- 1757–1758 David Joachim Francke aus Lindenberg bei Demmin.
- 1758–1759 Hermann Friedrich Schmidt aus Gülz[23] in Pommern.
- 1759–1791 Johann Friedrich Stoff aus Hamburg.
- 1792–1811 Johann Leonhard Streunsee aus Stepenitz in Ostprignitz.
- 1811–1828 Johann Andreas Christoph Kreutzberg aus Gardelegen in der Altmark.
- 1829–1837 Carl Heinrich Ludwig Scharff, Arztsohn aus Grevesmühlen.[24]
- 1837–1879 Johann Daniel Christoph Propp aus Dreveskirchen.[25]
- 1884–1896 Gustav Julius Theodor John Gaston Lenthe[26], Sohn des Schweriner Hofmalers Gaston Lenthe, bis 1896 auch in Zurow, danach in Hanstorf.[27]
- 1896–1902 Friedrich Ludwig August Pegler.[28]
- erwähnt 1952 Otto Heinrich
- 1953–1959 Hans Trense aus Hohen Viecheln.
- 1960–1997 Heinrich-Gotthard Schütz aus Lübow.
- 1997 aktuell Andreas Kunert, Warin.

## Heutige Kirchengemeinde
Zur Kirchengemeinde Warin – Bibow – Jesendorf gehören die Ortsteile Allwardhof, Bibow mit Kirche, Büschow, Dämelow, Graupenmühle, Groß Labenz, Hasenwinkel, Jesendorf mit Kirche, Klein Labenz, Mankmoos, Neperstorf, Neuhof, Nisbill, Pennewitt, Schimm, Tarzow, Trams, Ventschow mit Gemeindehaus, Warin mit Kirche und Wilhelmshof.

### Gedruckte Quellen
- Mecklenburgisches Urkundenbuch (MUB)
- Mecklenburgische Jahrbücher (MJB)

### Ungedruckte Quellen
- Landeshauptarchiv Schwerin (LHAS)
  - LHAS 3.2-3/1 Landeskloster/Klosteramt Dobbertin. Nr. 367 Klage des Klosters Dobbertin gegen Hauptmann Jeremias von Behr zu Bibow und Jesendorf, 1721 - 1745.
  - LHAS 5.12-4/3 Ministerium für Landwirtschaft, Domänen und Forsten. Kreis Wismar, Nr. 3367–3374 Ritterschaftliches Gut Jesendorf.
  - LHAS 5.12-7/1 Mecklenburg-Schwerinsches Ministerium für Unterricht, Kunst, geistliche und Medizinalangelegenheiten. Nr. 7863 Stelleneinkommen der Pfarre zu Zurow und Jesendorf, 1906, 1917–1923.
  - LHAS 9.1-1 Reichskammergericht. (Prozeßakten) 1495 -1806.
- Landeskirchliches Archiv Schwerin (LKAS)
  - LKAS, OKR Schwerin, Specialia, Abt. 2 Jesendorf. 004 Bestallung Kirchenjuraten 1776. 006 Prediger 1753–1998. 007 Organist und Küster 1776–1998. 014 Pfarrpfründe 1941–1955. 030 Bauten und Reparaturen an der Kirche und den geistlichen Gebäuden 1792–1957. 031 Bauten 1955–1996. 033 Kirchhof 1865–1993. 068 Kirche unter Denkmalschutz 30. Dezember 1930.